# Grünewald (Lüdenscheid)
Grünewald ist die Bezeichnung eines Stadtteils von Lüdenscheid und gehört zum statistischen Bezirk 03 (Grünewald) von der Kreisstadt Lüdenscheid im westlichen Sauerland, Nordrhein-Westfalen. Speziell die Mathildenstraße, die Wehberger Straße, der Wermecker Grund und die Straße Am Grünewald sowie die umliegenden Straßenzüge werden zum Grünewald gezählt. Dieses Gebiet ist von der Rahmedestraße, der Altenaer Straße, der Bahnhofstraße und der Heedfelder Straße umgeben. Im Südosten vom Grünewald liegt der Stadtteil Knapp und im Südwesten der Stadtteil Oeneking, während sich im Norden der Stadtteil Wehberg anschließt. Westlich vom Grünewald schließt sich der Stadtteil Buckesfeld an. Außerdem liegt die evangelische Christuskirche südlich vom Stadtteil Grünewald.

## Beleuchtungskonzept
Es soll ein Wettbewerb für die Beleuchtung im Quartier der „Denkfabrik“ (rund um das Bahnhofsgelände) geben. Es handelt sich bei den sieben Standorten um: die Christuskirche, die Fassade des Entwicklungs- und GründerCentrum EGC (am Bahnhof direkt), das denkmalgeschützte Stromhäuschen am Fußweg von der Polizeistation am Bahnhof zur Martin-Niemöller-Straße, den großen Pendelturm auf dem Erweiterungsbau der Phänomenta am Bahnhof, die historischen Fassaden entlang der Bahnhofstraße, den Quartiersplatz „Knapper Schule“, und die dezente Beleuchtung des Weges über den Friedhof:
- Die Beleuchtung der Christuskirche soll identitätsstiftend wirken und das 66 Meter hohe Bauwerk als weithin sichtbare Landmarke erscheinen lassen.
- Das EGC am Bahnhof sei dank seiner auffälligen Fassade ein prägendes Gebäude, das aus verschiedenen Blickwinkeln immer anders wirke. Dies soll künftig auch abends so sein.
- Auf dem Weg vom Rathausplatz ins Bahnhofsquartier liegt das denkmalgeschützte Stromhäuschen Baujahr 1920, das ebenfalls beleuchtet werden soll.
- Wie das künftige Phänomenta-Pendel am Bahnhof in Szene zu setzen ist, wolle das Rathaus ebenfalls von Lichtplanern wissen.
- Die kleinteiligen Fassaden an der Bahnhofstraße sollen ebenfalls neu beleuchtet werden.
- Für den „Quartiersplatz Knapper Schule“ gehe es bei der Beleuchtung um das historische Gebäude, wie auch die Platzfläche mit verschiedenen Nutzungen und Wegeverbindungen.
- Außerdem soll der Weg über den evangelischen Friedhof beleuchtet werden. Er soll auch in der „dunklen Jahreszeit“ sicher begangen werden können, auch als direkte Verbindung vom Bahnhofsviertel zum Wohngebiet Wehberg.[1]

## Bildungs- und Forschungseinrichtungen

### Denkfabrik
Das Projekt Denkfabrik der Regionale 2013 ist ein durch die EU-gefördertes Programm zur Weiterentwicklung des Bahnhofsquartiers zu einem Bildungs- und Forschungsstadtteil.
Seit Anfang April 2013 informiert eine neue Schautafel am Bahnhof Lüdenscheid über die Umbauarbeiten am dortigen Areal. Dort sollen sich Interessierte einen Überblick über das Areal der Denkfabrik verschaffen können. Wie das zukünftige Areal aussehen soll, sollen Fotos und Grafiken zeigen. Auch die einzelnen, inhaltlichen Bausteine sind dort erklärt. Dazu gehören unter anderem das seit März 2012 neu eröffnete Gebäude der Fachhochschule Südwestfalen, sowie die in Kürze beginnenden Stadtumbauarbeiten Richtung Innenstadt und der neue 75-Meter-hohe Turm der Phänomenta Lüdenscheid, der im Inneren ein Foucaultsches Pendel erhalten soll. Auch die Brücke über die Gleise soll das Bild des jetzigen Areals stark verändern. Das ehemalige Bahnhofs- und Brachgelände soll demnach insgesamt zu einem wichtigen Bildungs- und Technologiezentrum für ganz Südwestfalen erwachsen.
Zudem wurde dem Planungs- und Bauausschuss der Stadt Lüdenscheid Ende September 2013 eine erste Konzeption von Stelen für das Viertel der Denkfabrik vorgestellt. An den markanten Stelen sollen die Besucher demnächst möglichst leicht ablesen können, wie sie zur nächsten Attraktion der Denkfabrik kommen. Dies soll vor allem „Ortsfremden“ die Orientierung im Viertel der Denkfabrik erleichtern. Den Zuschlag für die Konzeption der Stellen hatte eine heimische Werbeagentur bekommen. Laut der planenden Werbeagentur lassen sich die Folien auf den Stelen bei Aktualisierungen relativ leicht gegen neue Folien austauschen.

### Deutsches Institut für angewandte Lichttechnik (DIAL)
Am 14. März 2012 wurde der Neubau der Fachhochschule Südwestfalen eingeweiht. Der Platz für Erweiterungsbauten ist in unmittelbarer Nachbarschaft durch den Rückbau von Bahnhofsbauten und Gleisanlagen vorhanden.
Das Deutsche Institut für angewandte Lichttechnik (DIAL) hat ebenfalls einen Neubau auf dem Bahnhofsgelände errichtet. Das Gebäude steht nun neben dem Bau des Finanzamtes. Außerdem hat die Stadt dem DIAL eine Optionsfläche von 3000 m² zugesichert, falls dieses sich noch einmal vergrößern will. Die Grundsteinlegung für das neue Gebäude am Bahnhof erfolgte bereits am 13. Juli 2011. Am 7. Januar 2013 bezogen die 70 Beschäftigten der DIAL GmbH offiziell das neue Gebäude an der Bahnhofsallee 18. Die Kosten des Neubaus lagen lt. dem Unternehmen mit 4,5 Millionen Euro netto für 3000 Quadratmeter Fläche unter denen eines herkömmlichen Baus. Nochmals 3000 Quadratmeter seien auf zehn Jahre optional für eine Erweiterung zu nutzen, sie sollen zunächst aber nur Parkplatz für das neue Gebäude sein. Ein doppelter Boden in dem Gebäude lasse Platz für neue Technologien, wobei kaum neue Leitungen gezogen werden mussten, fast alles laufe elektronisch in dem Neubau. Das Gebäude komme außerdem ohne Heizkörper aus, da die Wärme der Menschen und PCs schon bald zur kompletten Beheizung ausreichen sollen.

### Entwicklungs- und GründerCentrum Lüdenscheid (EGC)
An der Karolinenstraße 8 besteht das Entwicklungs- und GründerCentrum Lüdenscheid (EGC). Zu den wesentlichen Aufgaben dieses überregional bedeutenden Technologiezentrums gehören lt. der Unternehmenshomepage „die Förderung von Existenzgründungen und jungen Unternehmen, sowohl produktions- als auch dienstleistungsorientiert, die Förderung von Forschung und Entwicklung, durch industrieorientierte, praxisnahe Institute für die mittelständische Wirtschaft, berufliche Qualifikation und Weiterbildung in Kooperation mit verschiedenen Trägern, Dienst- und Serviceleistungen für Unternehmen und Konferenzen und Seminare in eigenen Tagungsräumen.“ Lt. dem Technologiezentrum soll „den jungen Unternehmen und Existenzgründern in guter Umgebung die Möglichkeit zum Aufbau und zur Weiterentwicklung gegeben werden. Neben angemessenen Räumlichkeiten sollen Beratung z. B. durch die Institute in technischer Hinsicht und Fachberatungen, die beispielsweise betriebswirtschaftlichen Probleme der Existenzgründung, der Unternehmensführung oder der Finanzierung behandeln, in dem Institut angeboten werden. Daneben stehen zweckorientierte Gemeinschaftseinrichtungen, wie eine zentrale Information, ein Büroservice mit eigener Telefonzentrale, mehrere Besprechungs- und Seminarräume im Konferenzzentrum, dem ein Casino angegliedert ist, zur Verfügung.“ Seit Tätigkeitsaufnahme des EGCs wurden lt. eigener Aussage insgesamt 100 Existenzgründer und junge Unternehmen in dem Technologiezentrum aufgenommen.

### Fachhochschule Südwestfalen
Darüber hinaus entstand bis Februar 2012 ein neuer Standort der Fachhochschule Südwestfalen für bis zu 600 Studenten am nahen Bahnhof Lüdenscheid. Es werden dort seit dem Sommersemester 2012 Studiengänge in den Fachrichtungen Maschinenbau, Medizintechnik, Kunststofftechnik und Wirtschaftsingenieurwesen-Gebäudesystemtechnik angeboten.

### Institut für Umformtechnik Lüdenscheid
In der Lutherstraße 13 gibt es außerdem das Institut für Umformtechnik Lüdenscheid (IFU). Das IFU ist ein privatwirtschaftlich organisiertes Institut für wissenschaftliche und technische Beratung vor allem der Kleineisenindustrie und ist ebenfalls ein angegliedertes Institut der Fachhochschule Südwestfalen. Der Trägergesellschaft gehören derzeit (Juni 2007) 46 Unternehmen und Verbände an, darunter auch die Fachhochschule Südwestfalen.

### Kunststoff-Institut Lüdenscheid

#### Allgemein
Als weiteres Institut befindet sich am Rande vom Grünewald in der Karolinenstraße 8 das Kunststoff-Institut Lüdenscheid. Das Kunststoff-Institut Lüdenscheid (mit vollem Namen Kunststoff-Institut für die mittelständische Wirtschaft NRW GmbH (K.I.M.W.)) ist ein privatwirtschaftliches Beratungs- und Forschungsinstitut für Kunststofftechnik, das 1988 durch 30 Unternehmen aus kunststoffrelevanten Branchen in Zusammenarbeit mit der Stadt Lüdenscheid und der Fachhochschule Südwestfalen (damals Fachhochschule Iserlohn) gegründet worden ist. Das Institut ist heute als angegliedertes Institut mit der Fachhochschule Südwestfalen weiterhin verbunden.

#### 2013
Am 16. Januar 2013 hatte das Kunststoff-Institut Lüdenscheid den US-Generalkonsul und den NRW-Staatssekretär zu einem Besuch eingeladen. Im Rahmen eines Rundgangs und der Gespräche wurden Pläne vorgestellt, dass ein neues „Polymer Training Centre“ errichtet werden soll. Es soll wie ein Internat funktionieren und ein regional und überregional angelegtes Schulungsangebot anbieten können. Rund 100 bis 150 Plätze soll das neue „Polymer Training Centre“ aufweisen. Als Bauplatz stehe die vor Jahren angekaufte, ehemalige Piepenstock-Fläche unterhalb des Instituts zur Verfügung, die derzeit als Parkplatz genutzt werde.
Am 12. April 2013 erschien erneut ein Bericht in den Lüdenscheider Nachrichten, dass das neue „Polymer Training Centre“ spätestens bis 2015 errichtet werden soll. Die noch bestehende Lackiererei an der Lutherstraße soll zu diesem Zweck komplett abgerissen werden. Das neue „Polymer Training Centre“ wird von den Planungspolitikern sehr begrüßt, da es gleichzeitig ein neuer Baustein der Denkfabrik in Lüdenscheid werden soll. Das neue „Polymer Training Centre“ soll demnach ein internatähnliches Schulungszentrum für technischen Nachwuchs werden. Für die Gestaltung des Geländes rund um das bereits bestehende Kunststoff-Institut Lüdenscheid (KIMW) soll es gleichzeitig einen Ideen-Wettbewerb geben. Er soll viele Impulse für das Aussehen des Internats, aber auch für das ganze Areal zwischen Karolinen-, Luther- und Bahnhofsstraße geben. Bis Mitte Mai 2013 solle demnach die Auswahl der teilnehmenden Büros erfolgen. Es wird zudem erwartet, dass dem Institut weitere Unternehmen an den Standort folgen werden, der fast in Gänze überplant wird – samt dem Parkplatz an Bahnhofs- und Karolinenstraße, sowie vielen hinterliegenden Bereichen. Der KIMW will mit dem Internat seinerseits Nachwuchs für seine Mitgliedsfirmen gewinnen. Maschineneinrichter oder Konstrukteure, auch aus kleineren und mittleren Firmen, könnten hier längere Lehrgänge absolvieren. Abbrecher von Berufsausbildungen oder FH-Studiengängen erhielten zudem neue Chancen durch vergleichbare Qualifikationen. So bilde die Branche junge Kunststoffstechniker damit selber aus.

#### 2015
Mitte Januar 2015 wurde dem Kunststoff-Institut Lüdenscheid vom Land NRW ein Förderbescheid über 2,8 Millionen Euro überreicht. Mit dem Bescheid wird ermöglicht, dass nun das „Polymer Training Centre“ (PTC) neben dem Kunststoff-Institut Lüdenscheid errichtet werden kann. Laut einem Zeitungsartikel soll das PTC neue Wege in der Wissensvermittlung gehen, Erstausbildung und Weiterbildung leisten. Es richtet außerdem an Studienabbrecher sowie auch altgediente Firmenmitarbeiter, die sich – ohne Abschluss – neu orientieren müssen.
Der neue fünfgeschossige Bau soll rund 5,2 Millionen Euro kosten und 1857 Quadratmeter reine Nutzfläche zusätzlich bieten. In dem Gebäude sollen 56 Büroarbeitsplätze, zwei Maschinenschulungsräume, zwei Schulungs- und vier Besprechungsräume sowie ein großer Konferenzraum entstehen. Zum Konzept soll außerdem ein Internatsbetrieb für Schüler, Studenten aus In- und Ausland sowie Facharbeiter während der Ausbildung gehören. Mit diesem Konzept will man neue Fachkräfte für die Region gewinnen und dem Fachkräftemangel in der Umgebung entgegenwirken.

### Städtische Kindertagesstätte „Wermecker Grund“
Am Wermecker Grund 15 liegt zudem die Städtische Kindertagesstätte „Wermecker Grund“. Sie umfasst 4 Gruppen mit Kindern zwischen 4 Monaten und dem Schuleintrittsalter.
Aus einem Bericht der Lüdenscheider Nachrichten vom 17. April 2013 wurde bekannt, dass sie bis August 2013 für 300.000 Euro einen Anbau für die U3-Betreuung bekommt.
Im August 2013 wurden die Bauarbeiten an der Kita Wermecker Grund abgeschlossen. In dem Neubau sind auf rund 115 Quadratmetern so ein Gruppen- mit Nebenraum, ein Schlafzimmer sowie eine Toilette mit Wickeltisch entstanden. Ein kleiner Verbindungsgang führt in den „Altbau“ der dreigruppigen Kita, die mit den Anbau nun Ende August eine vierte Gruppe für die Kleinkinder anbieten kann. Mit dem Neubau konnte man zehn neue Plätze für Kinder im Alter von unter drei Jahren schaffen. Speziell in diesem Stadtteil sei die Nachfrage nach U3-Plätzen sehr hoch. Insgesamt sind 298.000 Euro Landes- und Bundesmittel in den Anbau geflossen.

## Infrastruktur

### Allgemein
Die Struktur des Stadtteils ist vor allem durch viele freistehende Einfamilienhäuser wie auch Reihenhäuser geprägt. Im Verlauf des weiteren Stadtteils entstanden auch zahlreiche Mehrfamilienhäuser aus verschiedenen Bauepochen. Viele dieser Häuser wurden in den letzten Jahren aufwendig saniert. Neben den Wohnhäusern gibt es eine Reihe von kleinen Geschäften in dem Stadtteil, u. a. eine Bäckerei, einen Blumenladen und einen Supermarkt an der oberen Wehberger Straße, der damals eine Discounterkette enthielt und vor einigen Jahren von einem neuen Besitzer übernommen worden ist.
Rund um den Stadtteil herum befinden sich an den Hauptverkehrsstraßen „Heedfelder Straße“ und „Altenaer Straße“ weitere Einkaufsmöglichkeiten. Diese bestehen sowohl aus Supermärkten und Discountermärkten sowie Geschäften aus anderen Branchenbereichen.

### Amtsgericht Lüdenscheid und Hauptwache der Berufsfeuerwehr Lüdenscheid
Am Dukatenweg befindet sich seit einigen Jahren das Amtsgericht Lüdenscheid sowie die Hauptwache der Berufsfeuerwehr Lüdenscheid.
Im Gebäude des Amtsgerichts Lüdenscheid war damals das alte Finanzamt von Lüdenscheid untergebracht.
Dieses zog vor einigen Jahren auf das nahegelegene Gelände des Bahnhof Lüdenscheid um, da dort die Freifläche für einen größeren Neubau des Finanzamtes gegeben war.

### Anbindung an den Bahnhof von Lüdenscheid
Die an den Stadtteil angrenzende Bahnhofsallee ist über die Straße Zum Weißen Pferd an die Altenaer Straße neu angebunden worden und ist sowohl für den Auto- als auch den Busverkehr seit einigen Jahren neu nutzbar. Zudem verbindet seither ein Fußweg die Bahnhofsallee mit dem oberen Teil der Straße Zum Weißen Pferd. Bis dahin war die Bahnhofsallee für Fahrzeuge und Fußgänger eine Sackgasse gewesen, die nur bis zum Ende des Bahnhofsgelände reichte.

### CVJM Jugendheim Mathildenstraße
Der CVJM Lüdenscheid-West e. V. unterhält zudem an der Mathildenstraße 30 das Jugendheim Mathildenstraße, wo verschiedene Aktivitäten angeboten werden.
Mit in dem Haus integriert ist der zugehörige ehrenamtliche Verein „Die Bühnenmäuse“, der mehrmals pro Jahr Vorstellungen eines vorher ausgewählten Theaterstücks anbietet und die eingenommenen Gelder an humanitäre Projekte spendet.

### Gewerbe- und Industriegebiete
Ein großer Teil der Straße Am Neuen Haus enthält eine Reihe von kleineren und größeren Firmen, die ein kleines Gewerbe- und Industriegebiet bilden.
Unterhalb der Straße Am Neuen Haus befindet sich ein weiteres Gewerbe- und Industriegebiet in der Straße Am Fuhrpark. Unter anderem ist dort auch der Stadtreinigungs-, Transport- und Baubetrieb Lüdenscheid (STL) angesiedelt. Dieser unterhält dort seine Hauptverwaltung sowie seinen Wertstoffhof. Lt. einem Bericht der Lüdenscheider Nachrichten vom 11. Januar 2013 soll die Fläche des bestehenden Recyclinghofs der STL wegen massiven Platzmangels um 2.000 m² auf insgesamt 14.000 m² anwachsen. Entsprechend den erneuerten Anforderungen des Kreislaufwirtschaftsgesetzes werden zum Beispiel zusätzliche Entsorgungmöglichkeiten für Hartkunststoffe oder Elektroschrott wie zum Beispiel Fernseher und Kühlschränke benötigt. Die Erweiterung werde dadurch möglich, dass die noch bestehenden Gebäude der einstigen Gravieranstalt Assmann, direkt neben dem Wertstoffhof, bald abgerissen werden und dann das Gelände durch den STL genutzt werden könnte. Im Jahr 2012 hatte der Recyclinghof bereits insgesamt 249.561 Kunden.
An der Rahmedestraße 57 neben der Straße Am Fuhrpark liegt zudem der Standort des Löschzug 1 (Stadtmitte) der Freiwilligen Feuerwehr Lüdenscheid.

### Waschanlage
An der Altenaer Straße 33 wurde zudem eine ehemalige Tankstelle zu einer großen Waschanlage umgebaut. Der Iserlohner Investor will dort insgesamt rund zwei Millionen Euro investieren. Dort, wo bis vor kurzem noch eine Tankstelle in Betrieb war, wurde über die Sommermonate von 2013 auf rund 3000 Quadratmetern eine Waschanlage mit 16 Staubsauger-Plätzen sowie auch drei bis vier SB-Plätzen errichtet. Zuerst begannen dort die Erdarbeiten, im September 2013, spätestens jedoch Anfang Oktober 2013, wollte der Unternehmer ursprünglich eröffnen. Eine unterirdisch eingerichtete Wasserrückgewinnungsanlage entstand, alles soll sehr leise sein. Das bisher für die Tankstelle genutzte Gelände soll sich noch vergrößern können, da dem Unternehmen auch noch ein Teil des Böschungsstreifens gehört. Man hat einen großzügigen Stauraum sowie zwei Ein- und Ausfahrten geplant, um den erwarteten Andrang besser zu entzerren. Gerechnet wird im Schnitt mit 300 Fahrzeugen am Tag, doch die Anlage könne notfalls auch 700 bis 800 Fahrzeuge schaffen. Mitte Dezember 2013 wurde bekannt, dass die offizielle Eröffnung der Waschanlage auf den 10. Januar 2014 verschoben wird.

## Friedhöfe
Außerdem nehmen zwei größere Friedhöfe einen großen Teil der Stadtteilfläche ein und sorgen gleichzeitig dafür, dass der ursprünglich grüne Charakter des Stadtteils deutlich erhalten bleibt. Zahlreiche Gräber sind in den letzten Jahrzehnten und Jahrhunderten aufwändig angelegt worden. Das Aussehen der Grabsteine und Inschriften ist teils besonders auffällig gestaltet worden. Teilweise schmücken sogar kleine Gebäude die Gräber und Gruften. Eines der bekanntesten Gebäude auf den Friedhöfen ist das Mausoleum der Familie Selve. Die beiden Friedhöfe sind zusätzlich durch zahlreiche alte Bäume und Wiesen durchzogen. Viele Fußwege auf den Friedhöfen bieten den Angehörigen die Möglichkeit die Gräber regelmäßig zu besuchen.

## Sehenswertes
Die unterschiedlichen Architekturstile des Stadtteils Grünewald sowie die ausgedehnten Fußwege in dem Viertel laden zu Spaziergängen ein. Am Bahnhof sowie dem nahegelegenen Rathaus- und Sternplatz in der Innenstadt selbst kann man die massive Entwicklung der umliegenden Stadtteile am besten betrachten. Für Kinder gibt es einige neu gestaltete Spielplätze in dem Stadtteil.
Am südöstlichen Rand des Stadtteils befindet sich das Science Zentrum Phänomenta Lüdenscheid. Hier gibt es 120 interaktive Experimentierstationen, die das Interesse an naturwissenschaftlichen Zusammenhängen bei den Besuchern wecken soll.

## Verkehrsanbindung

### Bahnverkehr
Der nächstliegende Bahnhof ist der nahe Bahnhof Lüdenscheid und alternativ im Lüdenscheider Stadtteil Brügge der Bahnhof Brügge (Westfalen). Der Bahnhof Lüdenscheid ist in 5 – 10 Gehminuten erreichbar, während der Bahnhof Brügge (Westfalen) mit dem Auto oder per Bus in 20 – 30 Fahrminuten erreichbar ist. Die Bahnstrecke Brügge–Lüdenscheid selbst verläuft direkt durch den Stadtteil.
Zusätzlich wurde aufgrund der vielen Einwohner in den umliegenden Stadtteilen die Einrichtung eines Haltepunktes am Lüdenscheider Kreishaus erwogen. Allerdings wäre dieser wegen der problematischen topografischen Lage mit sehr hohen Kosten verbunden gewesen. Darum trat der Umbau des Bahnhofes Lüdenscheid in den Mittelpunkt und das Projekt wurde vorerst nicht weiter verfolgt.

### Busverkehr
Die Anbindung des Stadtteils an den Öffentlichen Personennahverkehr erfolgt vor allem durch die Buslinien 44, 51 und 254 (Schulbuslinie) sowie vielen weiteren innerstädtischen und regionalen Buslinien der Märkischen Verkehrsgesellschaft (MVG) und der Busverkehr Ruhr-Sieg (BRS).
Wichtige Bushaltestellen in dem Stadtteil sind: „Kreishaus (I + II)“, „MVG-Verwaltung“, „Dammstraße“, „Bahnübergang“, „Wermecker Weg“, „Evangelischer Friedhof“, „Friedhofstraße“, „Brüderstraße“, „Gartencenter Kremer“ (ehemals „Zum Weißen Pferd“), „Schmalspurstraße“, „Hauptpost“, „Bahnhof“, „Friedrichstraße“, „Christuskirche“ und „Ludwigstraße“.

### Straßenverkehr
Die Anbindung an das Bundesautobahnnetz erfolgt über die Abfahrten Nr. 13 Lüdenscheid-Nord und Nr. 14 Lüdenscheid der Bundesautobahn 45. Diese führt Richtung Norden nach Hagen und Dortmund sowie in Richtung Süden nach Siegen, Wetzlar, Gießen und Frankfurt am Main. Eine weitere Anschlussstelle ist die Abfahrt Nr. 15 Lüdenscheid-Süd der A 45. Auch die beiden Bundesstraßen B 54 und B229 liegen in der Nähe vom Grünewald und sind innerhalb weniger Fahrminuten gut erreichbar. Einige Parkplätze innerhalb vom Grünewald sichern den Autofahrern Parkmöglichkeiten zu.